# Kamienna Góra (Lublin)
Pour les articles homonymes, voir Kamienna Góra.
Kamienna Góra (prononciation : [kaˈmjɛnna ˈɡura]) est un village polonais de la gmina de Wierzbica dans le powiat de Chełm de la voïvodie de Lublin dans l'est de la Pologne.
Il se situe à environ 5 kilomètres au sud de Wierzbica (siège de la gmina), 14 kilomètres au nord-ouest de Chełm (siège du powiat) et 54 kilomètres à l'est de Lublin (capitale de la voïvodie).

## Histoire
De 1975 à 1998, le village est attaché administrativement à la voïvodie de Chełm.

Depuis 1999, il fait partie de la voïvodie de Lublin.